# Levice (stacja kolejowa)
Levice (słow: Železničná stanica Levice) – stacja kolejowa w miejscowości Levice, w kraju nitrzańskim, na Słowacji.
Znajduje się na zelektryfikowanej linii 150 Nové Zámky – Zvolen.

## Linie kolejowe[1]
- Linia 150 Nové Zámky – Zvolen
- Linia 152 Štúrovo – Levice